# Nola zeteci
Nola zeteci är en fjärilsart som beskrevs av Dyar 1914. Nola zeteci ingår i släktet Nola och familjen trågspinnare. Inga underarter finns listade i Catalogue of Life.